# Лоссикюла
Ло́ссикюла (эст. Lossiküla), ранее А́зукюла (эст. Asuküla) — деревня в волости Отепя уезда Валгамаа, Эстония.
До реформы местных самоуправлений Эстонии 2017 года входила в состав волости Сангасте (упразднена).

## География и описание
Расположена в южной части Эстонии, у шоссе Отепя—Валга, в 17 километрах к северо-востоку от уездного центра — города Валга. Расстояние до волостного центра — города Отепя — 21 километр. Высота над уровнем моря — 55 метров.
На территории деревни находится памятник архитектуры — замок Сагниц.
Климат умеренный. Официальный язык — эстонский. Почтовый индекс — 67005.

## Население
По данным переписи населения 2021 года, в Лоссикюла насчитывалось 55 жителей, из них 54 (98,2 %) — эстонцы.
По состоянию на 1 января 2020 года в деревне насчитывался 61 житель: 26 женщин и 35 мужчин; 38 человек трудоспособного возраста (15–64 года), 4 ребёнка в возрасте до 15 лет и 19 человек пенсионного возраста (65 лет и старше).
По данным переписи населения 2011 года, в деревне проживали 79 человек, из них 76 (96,2 %) — эстонцы.
Численность населения деревни Лоссикюла по данным переписей населения:
| Год  | 1979 | 1989  | 2000  | 2011 | 2021 |
| ---- | ---- | ----- | ----- | ---- | ---- |
| Чел. | 152  | ↘ 114 | ↘ 104 | ↘ 79 | ↘ 55 |

## История
В историческом Теаль-фелькском приходе разделение старинных деревень привело к появлению деревни Сангасте (сегодня эта территория находится в границах Вяльякюла и Мухква), деревни Кирикукюла (нынешний посёлок Сангасте) и мызы Сагниц. В 1920-х годах, после национализации мызы Сагниц (Сангасте), на её землях возникло селение Сангасте, которое после 1930-х годов поделили на части, из них центр мызы находился в границах селения Азукюла (эст. Asuküla). В 1977 году Азукюла получило статус деревни и было переименовано в Лоссикюла (с эст. — «деревня у замка»).
В годы советской власти деревня входила в состав Сангастеского сельсовета. Здесь работали центр Сангастеского лесничества и Сангастеский пункт сортоводства (последний владелец мызы Сангасте Фридрих Георг Магнус фон Берг (Friedrich Georg Magnus von Berg), один из самых выдающихся и образованных балтийско-немецких землевладельцев, агроном, является селекционером одного из старейших в мире сортов ржи — sangaste). Бывший господский особняк, замок Сангасте, использовался Тартуским заводом пластмассовых изделий в качестве дома отдыха.

## Инфраструктура
В деревне есть уличное освещение и система общего водоснабжения и канализации.

## Комментарии
1. ↑  Эстонские топонимы, оканчивающиеся на -а, не склоняются и не имеют женского рода (исключение — Нарва)[9].